# Tomás Costa
Pour les articles homonymes, voir Costa.
Tomás Costa né le 30 janvier 1985 à Rosario (Argentine), est un footballeur argentin. Il jouait actuellement au poste de milieu de terrain.

## Carrière
| Période   | Club            | Pays      | Matchs | Buts |
| 2006      | Rosario Central | Argentine | 13     | 1    |
| 2007      | Rosario Central | Argentine | 34     | 2    |
| 2008-2009 | FC Porto        | Portugal  | 22     | 1    |

## Statistiques
- 9 matchs de C1

## Palmarès
- Champion du Portugal en 2009 avec le FC Porto
- Vainqueur de la Coupe du Portugal en 2009 et 2010 avec le FC Porto